# Anne Brasseur
Anne Brasseur (Lussemburgo, 19 maggio 1950) è una politica lussemburghese ex ministra dello sport e della formazione. Il 28 gennaio 2014 è stata eletta Presidente dell'Assemblea parlamentare del Consiglio d'Europa per un periodo rinnovabile di un anno, la seconda donna a ricoprire questo incarico..

## Carriera politica
Brasseur ha iniziato la sua carriera politica quando è stata eletta nel consiglio comunale di Lussemburgo nel 1976. È presidente dell'Association des femmes Liberales.

### Ministra della pubblica istruzione, formazione professionale e sportiva, 1999-2004
Dal 1999 al 2004 Anne Brasseur è stata ministra della pubblica istruzione, formazione professionale e dello sport (Ministero della Pubblica istruzione, formazione professionale e sportiva), nel governo del primo ministro Jean-Claude Juncker.

### Assemblea parlamentare del Consiglio d'Europa, 2009-presente
Dal 2009, Brasseur è stata presidente del gruppo ALDE in seno all'Assemblea parlamentare del Consiglio d'Europa (PACE). A gennaio 2014 è stata eletta presidente dell'Assemblea parlamentare del Consiglio d'Europa; ha ricevuto la maggioranza assoluta dei voti al primo turno. Il 26 gennaio 2015 è stata rieletta per un nuovo mandato di un anno. Dal 2016, ha servito come membro della commissione giuridica e per i diritti umani, Sottocommissione per i problemi criminali e lotta contro il terrorismo e la sottocommissione per il Medio Oriente e il mondo arabo.

## Posizioni politiche

### Sulla Russia
All'inizio del suo mandato come presidente di PACE, l'assemblea di aprile 2014 ha sospeso i diritti di voto della delegazione russa dopo l'annessione russa di Crimea nel marzo 2014. Durante il suo incarico, ha mantenuto un dialogo costante con il portavoce della Duma russa Sergej Naryškin e i delegati di PACE Russia.

### Sull'Azerbaigian
In una visita del 2014 in Azerbaigian nel 2014, un paese membro del Consiglio d'Europa, Brasseur ha criticato il fatto che "in alcuni settori, come ad esempio la libertà di espressione, la libertà di associazione e la libertà di riunione, la situazione sembra essere peggiorata e questo deve essere affrontato con urgenza". In particolare, ha espresso la sua speranza che l'attivista dei diritti umani azeri İlqar Məmmədov sarebbe stato presto rilasciato, dopo che la Corte europea dei diritti dell'uomo aveva in precedenza descritto la sua prigionia come una "restrizione ingiustificata della libertà".

### In materia d'istruzione
Nel giugno 2007, il Comitato del Consiglio d'Europa per la cultura, la scienza e l'istruzione ha pubblicato un rapporto dal titolo "I pericoli del creazionismo nell'istruzione." Secondo Brasseur, che ha è stata co-autrice del rapporto, il suo obiettivo era quello di ancorare saldamente la teoria dell'evoluzione nei programmi scolastici. Tuttavia, ci sono state pressioni per ridurre i riferimenti nella risoluzione da "evoluzione per selezione naturale" a "evoluzione", perché alcuni membri avevano frainteso il riferimento alla selezione naturale come un attacco alle loro convinzioni religiose. Il Consiglio infine ha approvato le raccomandazioni del rapporto, con 48 voti a favore e 25 contrari.